# اچ‌ام‌اس کلئوپاترا (۱۷۷۹)
اچ‌ام‌اس کلئوپاترا (۱۷۷۹) (به انگلیسی: HMS Cleopatra (1779)) یک کشتی بود که طول آن ۱۲۶ فوت ۵ اینچ (۳۸٫۵ متر) بود. این کشتی در سال ۱۷۷۹ ساخته شد.